# Бондарев, Борис Анатольевич
Бори́с Анато́льевич Бо́ндарев (род. 1980, СССР) — бывший российский дипломат, единственный сотрудник российского внешнеполитического ведомства, подавший в отставку в знак протеста против российского вторжения на Украину.

## Детство и образование
Борис Бондарев родился в 1980 году в семье выходцев из среднего класса советской интеллигенции. Его отец был экономистом в Министерстве внешней торговли, а мать преподавала английский язык в Московском государственном институте международных отношений. По словам Бондарева, его дед по материнской линии был генералом во время Великой Отечественной войны, признан Героем Советского Союза. Борис Анатольевич рос в Москве, за исключением короткого периода с 1984 по 1985 год, когда его отца направили на швейцарско-российское предприятие, и семья жила в этот период в Швейцарии. В 1991 году его отец ушёл из министерства внешней торговли и занялся небольшим бизнесом.
Окончил МГИМО. Летом 2000 года начал стажировку в МИД России.

## Карьера
В 2002 году Бондарев начал работать в Министерстве иностранных дел России в Москве и стал помощником атташе посольства России в Камбодже под руководством Вячеслава Лукьянова. Впоследствии Борис Анатольевич занял пост советника по нераспространению ядерного оружия.
Согласно воспоминаниям Бондарева, во время аннексии Крыма в марте 2014 года он был на Международной конференции по экспортному контролю в Дубае и «остался в неведении» о мотивах происходящего. По его словам, после этого «тон заявлений — внутренних и внешних — стал более антагонистическим» и что «пропаганда советского образца полностью вернулась в российскую дипломатию».
В 2019 году стал советником миссии Российской Федерации при Отделении ООН в Женеве и других международных организациях в Швейцарии.
23 мая 2022 года Бондарев объявил, что подал в отставку в знак протеста против вторжения России на территорию Украины, назвав вторжение «агрессивной войной» и заявив, что это не только преступление против украинского народа, но и «самое тяжкое преступление против народа России, жирной буквой Z перечёркивающее все надежды и перспективы процветающего свободного общества в нашей стране».
По сообщению Reuters, Борис Бондарев заявил, что несколько раз выражал обеспокоенность по поводу вторжения высокопоставленным сотрудникам посольства, но ему сказали держать «рот на замке, чтобы избежать последствий». Он также сказал, что не ожидал, что за ним последуют другие дипломаты, и что целью организаторов вторжения было «навсегда остаться у власти». Бывший глава Мюнхенской конференции по безопасности и экс-дипломат Вольфганг Ишингер предложил разрешить Бондареву выступить на Всемирном экономическом форуме в Давосе, Швейцария.
24 мая 2022 года пресс-секретарь Кремля Дмитрий Песков ответил журналистам на вопрос о заявлениях Бондарева: «Мы в Кремле не знакомы с этим письмом. Если он был сотрудником Министерства иностранных дел, это, вероятно, вопрос к МИД».
14 февраля 2025 года был внесён Минюстом РФ в реестр иностранных агентов.

## Личная жизнь
Женат. В 2022 году его жена работала в московском промышленном объединении и навещала его в феврале в Женеве, когда началось вторжение. Она вернулась в Москву, чтобы забрать их кошку, которую нужно было стерилизовать и вакцинировать, прежде чем он мог уйти в отставку. Он утверждал, что ей пришлось совершить три перелёта, две поездки на такси и дважды пересечь литовскую границу — оба раза пешком.